# Uolofes
Uolofes, uólofes, wolofes ou jalofos são um grupo étnico localizado no Senegal, Gâmbia, e Mauritânia. São um povo islamizado do Senegal e da Gâmbia cujos grupos mais tradicionais vivem numa sociedade de classes estratificadas, com realeza, aristocracia, militares, plebeus, escravos e artesãos.
No Senegal, representam a etnia maioritária e 45% da população considera-se integrante da mesma. Na Gâmbia são uma minoria, representando apenas 15% do total da população, apesar de serem a maioria na capital do país e de terem uma considerável influência. Na Mauritânia representam só 7% da população. O grupo possui uma língua própria que no Senegal é falada por 80% da população.